# Péter Gulácsi
Péter Gulácsi (pronunciació en hongarès: ˈpeːtɛr ˈɡulaːt͡ʃi; nascut el 6 de maig de 1990) és un futbolista professional hongarès que juga pel RB Leipzig com a porter.

## Carrera internacional
El maig de 2008, fou convocat per primer cop per Hongria tot i que va restar a la banqueta en un partit que acabà 1–1 contra Croàcia
Péter Gulácsi fou l'heroi de la selecció sub-21 d'Hongria a la tanda de penals del Campionat del Món de futbol Sub-20. En el partit pel tercer lloc entre Hongria i Costa Rica al Campionat del Món de futbol Sub-20 de 2009 va aturar tres penals de la tanda, cosa que va permetre el seu equip de guanyar la medalla de bronze.
El 4 de juny de 2012, fou convocat per Sándor Egervári amb la selecció absoluta, per un partit amistós contra la República d'Irlanda, tot i que no va arribar a jugar.
Gulácsi va debutar amb la selecció absoluta el 22 de maig de 2014 en un empat 2-2 contra Dinamarca. El 31 de maig de 2016 es va anunciar que el seleccionador Bernd Storck l'havia inclòs en l'equip definitiu d'Hongria per disputar l'Eurocopa 2016.

## Palmarès
Red Bull Salzburg
- Lliga austríaca: 2013–14, 2014–15
- Copa austríaca: 2013–14, 2014–15

## Estadístiques de la carrera
A 21 maig 2016
| Club                    | Temporada     | Lliga   | Lliga | Copa    | Copa | Copa de la Lliga | Copa de la Lliga | Continental | Continental | Altres  | Altres | Total   | Total |
| Club                    | Temporada     | Partits | Gols  | Partits | Gols | Partits          | Gols             | Partits     | Gols        | Partits | Gols   | Partits | Gols  |
| ----------------------- | ------------- | ------- | ----- | ------- | ---- | ---------------- | ---------------- | ----------- | ----------- | ------- | ------ | ------- | ----- |
| Liverpool FC (cedit)    | 2007–08       | 0       | 0     | 0       | 0    | 0                | 0                | –           | –           | 0       | 0      | 0       | 0     |
| Liverpool FC            | 2008–09       | 0       | 0     | 0       | 0    | 0                | 0                | 0           | 0           | 0       | 0      | 0       | 0     |
| Liverpool FC            | 2009–10       | 0       | 0     | 0       | 0    | 0                | 0                | 0           | 0           | 0       | 0      | 0       | 0     |
| Liverpool FC            | 2010–11       | 0       | 0     | 0       | 0    | 0                | 0                | 0           | 0           | 0       | 0      | 0       | 0     |
| Liverpool FC            | 2011–12       | 0       | 0     | 0       | 0    | 0                | 0                | –           | –           | 0       | 0      | 0       | 0     |
| Liverpool FC            | 2012–13       | 0       | 0     | 0       | 0    | 0                | 0                | 0           | 0           | 0       | 0      | 0       | 0     |
| Liverpool FC            | Total         | 0       | 0     | 0       | 0    | 0                | 0                | 0           | 0           | 0       | 0      | 0       | 0     |
| Hereford United (cedit) | 2008–09       | 18      | 0     | 0       | 0    | 0                | 0                | –           | –           | 0       | 0      | 18      | 0     |
| Tranmere Rovers (cedit) | 2009–10       | 5       | 0     | 0       | 0    | 0                | 0                | –           | –           | 0       | 0      | 5       | 0     |
| Tranmere Rovers (cedit) | 2010–11       | 12      | 0     | 0       | 0    | 0                | 0                | –           | –           | 2       | 0      | 14      | 0     |
| Tranmere Rovers (cedit) | Total         | 17      | 0     | 0       | 0    | 0                | 0                | 0           | 0           | 2       | 0      | 19      | 0     |
| Hull City AFC (cedit)   | 2011–12       | 15      | 0     | 0       | 0    | 0                | 0                | –           | –           | 0       | 0      | 15      | 0     |
| Hull City AFC (cedit)   | Total         | 15      | 0     | 0       | 0    | 0                | 0                | 0           | 0           | 0       | 0      | 15      | 0     |
| Red Bull Salzburg       | 2013–14       | 31      | 0     | 5       | 0    | –                | –                | 14          | 0           | –       | –      | 50      | 0     |
| Red Bull Salzburg       | 2014–15       | 34      | 0     | 1       | 0    | –                | –                | 5           | 0           | –       | –      | 40      | 0     |
| Red Bull Salzburg       | Total         | 65      | 0     | 6       | 0    | 0                | 0                | 19          | 0           | 0       | 0      | 90      | 0     |
| RB Leipzig              | 2015–16       | 14      | 0     | 1       | 0    | –                | –                | 0           | 0           | –       | –      | 15      | 0     |
| RB Leipzig              | Total         | 14      | 0     | 1       | 0    | 0                | 0                | 0           | 0           | 0       | 0      | 15      | 0     |
| Total carrera           | Total carrera | 129     | 0     | 7       | 0    | 0                | 0                | 19          | 0           | 2       | 0      | 157     | 0     |